# Crtačke tehnike
Crtačke tehnike su svi materijali i način njihovog korištenja pri izradi umjetničkog crteža.
- Olovka -ostavlja tamnosivi grafitni trag
- Srebrenka -ostavlja nježan sivkasti trag
- Ugljen - jedan od najstarijih materijala, ostavlja prašan i mekan trag
- Kreda (crvena kreda je la sanguine)
- Flomaster
- Kemijska olovka
- Tuš - koristi se uz upotrebu metalnog ili guščjeg pera, drvca, trske.
- Lavirani tuš